# El baño de la reina, Valsaín
El baño de la reina, Valsaín es una obra de Joaquín Sorolla y Bastida pintada al óleo sobre lienzo con unas dimensiones de 106 x 82,5 cm. Fue pintada en el verano de 1907 en la localidad segoviana de Valsaín. Ese verano, el pintor se trasladó junto a su familia a La Granja de San Ildefonso por el encargo del retrato de Alfonso XIII con uniforme de húsares (Retrato de Alfonso XIII con uniforme de húsares). Forma parte del fondo del Museo Sorolla de Madrid a través del legado fundacional del museo.
La obra muestra un paisaje de la localidad de Valsaín, el Vado de la Reina, donde fue pintada, en el que se observan una serie de pinos que se reflejan en un riachuelo. En 1908 el cuadro fue llevado a Londres, donde fue documentado como El Bao de la Reina (Granja), y posteriormente exhibido en la Hispanic Society of America en Nueva York (1909) con el nombre de Bao de la Reina, en el Art Institute of Chicago y en el City Art Museum de San Luis como Pinares de la Granja (1911).
Durante su estancia en La Granja son también Escalera del Palacio de la Granja, Árboles en otoño, La Granja, Jardín en La Granja, Jardines de La Granja, Palacio en La Granja, María en los jardines de La Granja, Saltando a la comba, La Granja, El baño en La Granja y Niño desnudo, La Granja entre otros. También de Valsaín y del mismo periodo es Tormenta sobre Peñalara.